# Azur Air
Azur Air (em russo:  Азур Эйр), anteriormente conhecida Katekavia, é uma companhia aérea charter e antiga companhia aérea regional na Rússia . Inicialmente, tinha base no Aeroporto Krasnoyarsk Cheremshanka, o aeroporto doméstico que serve Krasnoyarsk, e seus destinos estavam todos dentro do Krai de Krasnoyarsk. Hoje em dia a Azur Air atende principalmente ao lazer e alguns destinos domésticos.

## História

### Katekavia
A companhia aérea iniciou suas operações em 1995 e opera voos regionais saindo do Aeroporto Krasnoyarsk Cheremshanka e do Aeroporto Krasnoyarsk-Yemelyanovo. A companhia aérea também opera serviços charter para a Sibéria e Yakutia. Transportou cerca de 122.000 passageiros em 2009, e em 2010 começou a adquirir aeronaves maiores, principalmente o Tupolev Tu-134. Em 3 de abril de 2014, tinha três Tupolev Tu-134s.
Em abril de 2014, a companhia aérea iniciou voos regulares entre o maior Aeroporto de Krasnoyarsk-Yemelyanovo e outras cidades na Sibéria, Surgut e Tomsk. A companhia aérea recebeu atenção da mídia internacional e da mídia social em 2014, quando surgiu um vídeo de passageiros em um voo programado de Igarka para Krasnoyarsk desembarcando antes da decolagem para empurrar seu avião em temperaturas de 52 graus Celsius negativos depois que seu chassi congelou.

### Azur Air
Em 2015, Katekavia entregou sua frota para a Turukhan Airlines. Katekavia foi rebatizada como uma transportadora de lazer e rebatizada de Azur Air. Em dezembro de 2015, foi confirmado que o ex-proprietário da UTair Aviation vendeu o Azur Air para a empresa turca de turismo Anex Tourism Group. que também comprou a Azur Air Ukraine, a ex UTair Ukraine, algumas semanas antes.
Em fevereiro de 2018, a autoridade de aviação russa RosAviatsiya anunciou que a Azur Air enfrentaria uma suspensão de sua licença operacional até 20 de março de 2018 se a transportadora não resolver as alegadas violações de segurança até então. Como isso levaria ao encerramento de todas as operações de voos, a agência de turismo russa RosTourism aconselhou os operadores turísticos a não venderem bilhetes na Azur Air por enquanto. Todas as restrições por RosAviatsiya e RosTourism foram levantadas em 20 de março de 2018 como resultado de controles sobre detalhes técnicos e documentais. 

## Frota

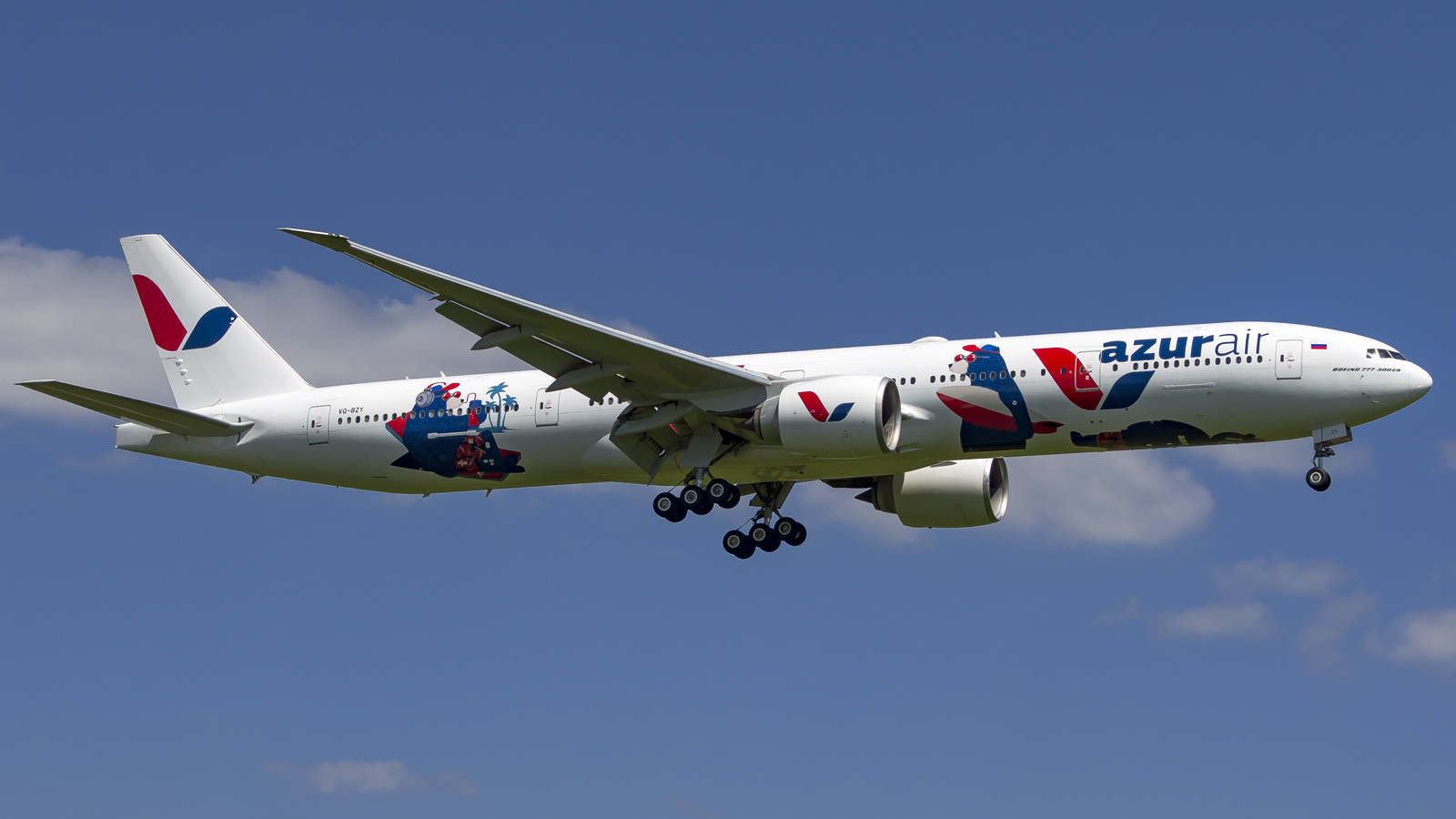
Boeing 777-300ER da Azur Air a com as cores Azur Bear

A frota da Azur Air consiste nas seguintes aeronaves em junho de 2021:
| Aeronaves        | Em Serviço | Ordens | Notas |
| ---------------- | ---------- | ------ | ----- |
| Boeing 737-800   | 3          | –      |       |
| Boeing 737-900ER | 2          | –      |       |
| Boeing 757-200   | 10         | –      |       |
| Boeing 767-300ER | 12         | 1      |       |
| Boeing 777-300ER | 5          | 3      |       |
| Total            | 32         | 4      |       |

## Acidentes

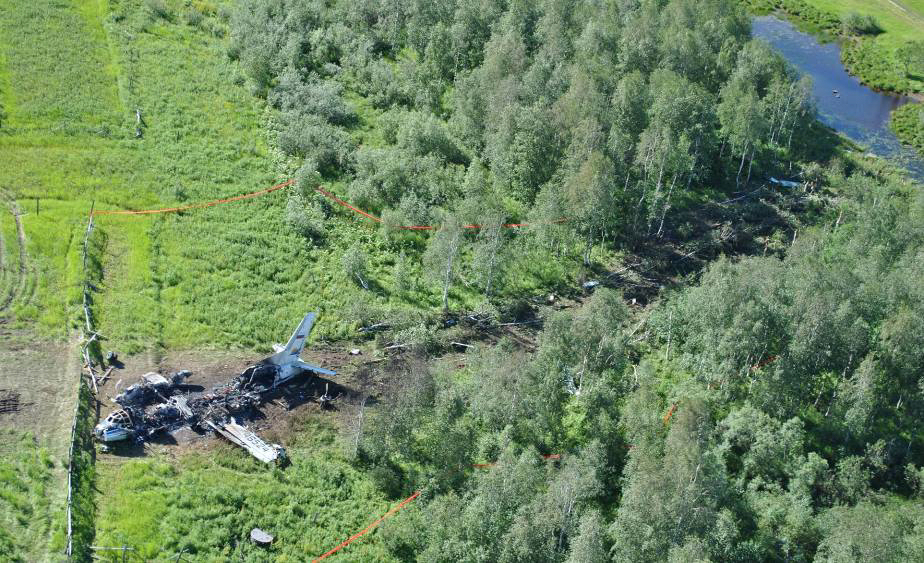
Destroços do Voo Katekavia 9357

- 3 de agosto de 2010: um Antonov An-24 da Katekavia operando o Voo Katekavia 9357, caiu na aproximação do Aeroporto de Igarka, matando doze pessoas. O acidente foi causado por erro do piloto. Como resultado do acidente, o governo russo começou a investigar como Katekavia operava seus voos.[11]